# Take to the Skies
Take to the Skies är det brittiska post-hardcorebandet Enter Shikaris debutalbum, utgivet 2007.

## Låtlista
1. "Interlude" - 1:06
2. "Enter Shikari" - 2:52
3. "Mothership" - 4:29
4. "Anything Can Happen in the Next Half Hour..." - 4:31
5. "Interlude" - 1:00
6. "Labyrinth" - 3:51
7. "No Sssweat" - 3:15
8. "Today Won't Go Down in History" - 3:34
9. "Interlude" - 1:27
10. "Return to Energiser" - 4:34
11. "Interlude" - 0:18
12. "Sorry, You're Not a Winner" - 3:51
13. "Interlude" - 0:35
14. "Jonny Sniper" - 4:01
15. "Adieu" - 5:40
16. "OK, Time for Plan B" - 4:54
17. "Interlude" - 2:44